# Putzintul
Putzintul   ( - 548 (Gregorià)) va ser un oficial romà d'Orient del segle VI, actiu durant el regnat de l'emperador Justinià I (527-565). Va estar actiu a la Prefectura Pretoriana d'Àfrica com a comandant subordinat del magister militum Joan Troglita. Es desconeix la seva posició a la província. Pot haver tingut algun comandament entre els mestres de soldats i tribuns, com suggereixen els autors de la Prosopografia de l'Imperi Romà posterior .
Apareix per primera vegada a la batalla de Sufètula del 546/547, en la què els romans van derrotar el líder amazic Antales. Segons el panegirista Corip, hauria estat al flanc dret al costat de Gentius. A la batalla de Marta, l'estiu del 547, va mantenir el flanc esquerre amb Geisiric i Sinduït, mentre que a la batalla dels Camps de Cató, l'estiu del 548, va romandre a prop de Geisiric i del cap aliat amazic Cutzines. En aquesta última trobada, va ser ferit de mort.